# Interferão peguilado
Interferão peguilado (IFN-Peg) ou peginterferão é um tipo de interferão usado no tratamento da Hepatite C associado à Ribavirina. Este tratamento não é específico, mas tem demonstrado bons resultados sendo eficaz em cerca de 50 a 60% de todos os doentes, e particularmente útil em doentes com os genótipos 2 e 3 (o mais prevalente entre Toxicodependentes Intravenosos) em que a sua eficácia sobe para 80%. 
O interferão peguilado é uma forma do interferão que tem uma acção prolongada (mais do que as 8h do interferão convencional) porque foi modificado através da adição de uma molécula de polietileno glicol. A sua administração é semanal e quando comparado com o interferão convencional, os resultados da terapêutica são superiores. Por isso, e por que o interferão convencional necessita de ser administrado de forma subcutânea 3 vezes, a sua utilização é cada vez menor.
A utilização deste fármaco tem contra-indicações absolutas e relativas e há vários efeitos secundários associados, nomeadamente sintomas gripais como febre, mal-estar, mialgias, artralgias e cefaleias.